# Instituto de Pesquisas Hospitalares Arquiteto Jarbas Karman
O Instituto de Pesquisas Hospitalares Arquiteto Jarbas Karman (IPH) é uma entidade sem fins lucrativos de utilidade pública federal e estadual voltada para a pesquisa e conhecimento no planejamento físico-funcional de instituições de saúde.
Originalmente chamado de Instituto Nacional de Pesquisas e de Desenvolvimento Hospitalares (INPDH), foi idealizado pelo arquiteto Jarbas Bela Karman. O INPDH/IPH foi pioneiro na formação de profissionais ligados à área da saúde, responsável pelo 1º Curso de Técnica Asséptica e de Esterilização no Auditório do Instituto de Engenharia de São Paulo (1955), pela publicação da revista Hospital de Hoje (publicada entre 1955 e 1969) e Revista IPH (editada 2000 a 2007), por patentes e comissões técnicas para produtos hospitalares (década de 60 a 80) e pela primeira faculdade de Administração Hospitalar da América Latina (nível de graduação em 1973).
O IPH patrocina, divulga e incentiva conhecimentos na área de serviços de saúde, administração e planejamento hospitalar.
Possui um acervo com vasta documentação, manuscritos, desenhos arquitetônicos e uma biblioteca com livros e periódicos disponíveis para consulta pública.

## Cronologia
1953
- A partir do 1°Curso de Planejamento de Hospitais, promovido pelo IAB – Instituto de Arquitetos do Brasil sob os auspícios da Universidade de São Paulo e organizado pela Comissão de Planejamento de Hospitais formada pelos arquitetos Amador Cintra do Prado, Jarbas Karman e Rino Levi viu-se a necessidade da criação de uma entidade onde se desenvolveria o conhecimento na área de arquitetura e planejamento hospitalar, assim, surgiu a ideia de se criar o INPDH – Instituto Nacional de Pesquisas e Desenvolvimento Hospitalar, atual IPH. Local do curso: Rua Bento Freitas, 306, São Paulo. Data 13 a 18 de abril de 1953.

1954
- Em 25 de janeiro, ano do IV Centenário de São Paulo, realizou-se a Ata de fundação do Instituto Nacional de Pesquisas e de Desenvolvimento Hospitalares, o INPDH, instalado inicialmente no prédio da Sociedade São Camilo à Avenida Pompéia, São Paulo.
- Março. Realização do 2° Curso de Planejamento de Hospitais organizado em parceria com o IAB – Instituto dos Arquitetos do Brasil. Local: dependências do Museu de Arte à Rua 7 de Abril, 230. Data: 22 a 27 de março de 1954.

1955
- O IPH passa a usar como sede provisória o conjunto à Rua Xavier de Toledo, 210, 4° andar e a denominar-se Instituto Brasileiro de Pesquisas e de Desenvolvimento Hospitalares.
- Março – Realiza o 1° Curso de Técnica Asséptica e de Esterilização. Local: Auditório do Instituto de Engenharia de São Paulo, viaduto D. Paulina, 80 – 8° and.
- Inicia a publicação da revista Hospital de Hoje, voltada para arquitetos, engenheiros e administradores hospitalares, que segue até 1969 quando é incorporada pela revista Vida Hospitalar da A.H.E.S.P. – Associação dos Hospitais do Estado de São Paulo.

1957
- A partir desse ano o IPH passa a patrocinar uma série de cursos e conferências tais como:
- Setembro - Curso O Hospital de Hoje e a Cirurgia Cardíaca sob o patrocínio do Instituto de Cardiologia Sabbado D’Angelo da Fundação Anita Pastore D’Angelo.
- Novembro – Conferência sobre o Estado Atual da Cirurgia Cardio-vascular no Hospital Naval Marcilio Dias pelo Dr. Edidio Guertzenstein.
- Novembro – O IPH passa a usar como sede o conjunto localizado à Rua Xavier de Toledo, 210, 6° andar.

1958
- O IPH patrocina e realiza um ciclo de conferências.
- Fevereiro – Em parceria com o Centro Cultural Brasil–Suécia realiza a Conferência sobre a Organização Médico-Hospitalar na Suécia pelo Dr. José Hortêncio Medeiros Sobrinho. Local: Instituto de Engenharia de SP.
- Março – Conferência sobre os Aspectos Psicológicos da Vida Hospitalar pela profª. Noemi Silveira Rudolfer. Local: Auditório da Biblioteca Municipal de SP.
- Abril – Conferência sobre Aspectos Financeiros da Construção dos Hospitais Públicos e Particulares em Nosso Meio pelo Dr. Fausto Figueira de Mello. Local: Associação Paulista de Medicina.
- Maio – Conferência sobre Serviços de Fornecimento de Alimentação em Hospitais – Formação de Técnicos Indispensáveis pelo Dr. Francisco Pompeu do Amaral. Local: Auditório da Biblioteca Municipal de SP.
- Agosto – Conferência sobre a Responsabilidade Médico-Legal dos Hospitais pelo prof. Flaminio Favero. Local: Auditório da Biblioteca Municipal de SP.
- 12 de Agosto – A Assembléia Legislativa do Estado de São Paulo declara de utilidade pública o Instituto de Desenvolvimento e de Pesquisas Hospitalares.

1960
- Dezembro - 1° Exposição Permanente de Equipamentos Hospitalares. Local: Auditório do IPH na Rua Aguiar de Barros, 80.

1961
- 2° Curso de Técnica Asséptica e de Esterilização em conjunto com a Universidade de São Paulo.
- 09 de novembro - 3° Curso de Técnica Asséptica e de Esterilização. Local: Auditório do IPH na Rua Aguiar de Barros, 80.

1962
- 21 de setembro - 4° Curso de Técnica Asséptica e de Esterilização. Local: Rua João Brícola, 24 - SP.

1963
- Por iniciativa do IPH é criada uma nova escola para formação de administradores e consultores hospitalares em sessão solene realizada no dia 19 de maio de 1963 no Auditório do Hospital do Servidor Público Estadual.
- 19 de maio - 1° Curso de Segurança em Hospitais, sob o patrocínio do IBS – Instituto Brasileiro de Segurança. Local: Auditório do IBS à Rua João Brícola, 24 30° andar - SP.
- 29 de agosto - 5° Curso de Técnica Asséptica e de Esterilização.

1964
- 6° Curso de Técnica Asséptica e de Esterilização. Local: Auditório do Hospital do Servidor Público - SP.
- Curso de Arquitetura e Engenharia Hospitalar, sob o patrocínio da Academia Brasileira de Administração Hospitalar e do Instituto Nacional de Administração Hospitalar do Rio de Janeiro.

1965
- 26 de janeiro - 1° Curso de Lavanderia Hospitalar. Local: Auditório do Hospital do Servidor Público - SP.

1966
- 1 de julho – 7° Curso de Técnica Asséptica e de Esterilização.
- 16 de agosto – 1° Curso de Serviço de Arquivo Médico e Estatística Hospitalar.
- 12 de setembro – 2° Curso de Contabilidade Hospitalar. Local: Hospital São Camilo.
- 19 de setembro – 2° Curso de Lavanderia Hospitalar. Local: Auditório da Cruzada Pró-infância, Av. Brig. Luis Antônio, 683.
- Curso intensivo de Planejamento de Hospitais, sob o patrocínio da Faculdade de Arquitetura da Universidade de Brasília e do IPH - Brasília-DF.

1967
- 11 de setembro – 1° Curso de Manutenção e Conservação de Hospitais. Local: Auditório da Cruzada Pró-infância, Av. Brig. Luis Antônio, 683.
- 20 de novembro – 1° Curso de Limpeza Hospitalar. Local: Auditório da Cruzada Pró-infância, Av. Brig. Luis Antônio, 683.

1968
- 11 de março – 1° Curso de Organização de Cozinha Hospitalar. Local: Auditório da Cruzada Pró-infância, Av. Brig. Luis Antônio, 683.
- 3 de junho – 1° Curso sobre Aspectos psicológicos das relações humanas em ambiente hospitalar. Local: Auditório do Hospital da Cruzada Pró-infância, Av. Brig. Luis Antônio, 683.
- 16 de setembro – 1° Curso de Atualização de pessoal auxiliar de hospital. Local: Auditório da Cruzada Pró-infância, Av. Brig. Luis Antônio, 683.
- 10 de outubro – 1° Curso de Treinamento de cozinheiro para hospitais e empresas. Local: Auditório da Cruzada Pró-infância, Av. Brig. Luis Antônio, 683.
- 4 de novembro –1° Curso de Treinamento de pessoal auxiliar de cozinha. Local: Auditório da Cruzada Pró-infância, Av. Brig. Luis Antônio, 683.

1969
- O IPH participa do XVI Congresso Internacional de Hospitais na Alemanha Ocidental, considerado um dos mais importantes eventos dessa época.

1970
- 4° curso de Lavanderia Hospitalar. Local: Escola de Enfermagem do Sanatório Santa Catarina – Av. Paulista, 200 - SP.

1973
- O IPH consegue o credenciamento da primeira Faculdade de Administração Hospitalar na América Latina, do qual é mantenedor até o ano de 2007. As atividades letivas são iniciadas em fevereiro de 1974 com cursos regulares nas áreas de Administração Hospitalar e Administração de Empresas, além dos cursos de pós-graduação e extracurriculares. Instalada, inicialmente, no prédio da Sociedade Beneficente São Camilo.

1974
- Em resposta a carta-convite recebida do Instituto de Pesquisas Tecnológicas, os diretores Jarbas Karman e Jayme Rosembojn são designados para representar o IPH em assuntos ligados à pesquisa de material médico-hospitalar.

1975
- Curso de Especialização de Enfermagem em Unidade de Terapia Intensiva. Local: Hospital Matarazzo – Alameda Rio Claro, 190 – SP. Data: 14 de agosto a 12 de dezembro de 1975.

1977
- O IPH inaugura em janeiro sua sede própria à Av. Duquesa de Goiás, 262 em parceria com a A.H.E.S.P.

1978 e 1979
- A divisão de pesquisa do IPH passa a fazer parte como membro das Comissões de Normatização da Associação Brasileira de Normas Técnicas ABNT – SP.

1980 - 2000
- Nesse período o Instituto volta-se para as atividades de mantenedora da Faculdade de Administração do IPH.

2001
- O IPH lança a nova Revista IPH que mantém os mesmos ideários e objetivos da prestigiada revista Hospital de Hoje, a saber: o de atender a uma classe profissional e ser o veículo de divulgação oficial do IPH.

2004
- Maio – Participa na organização do XXIV Seminário Internacional do Grupo de Saúde Pública da União Internacional de Arquitetos – UIA-PHG que ocorreu no Brasil.

2007
- A Faculdade de Administração Hospitalar encerra o seu curso, porém o IPH continua com suas atividades no desenvolvimento e pesquisa hospitalar.

2009
- Outubro – Em homenagem ao seu idealizador, o IPH – Instituto Brasileiro de Desenvolvimento e Pesquisas Hospitalares, passa a se denominar IPH – Instituto de Pesquisas Hospitalares Arquiteto Jarbas Karman.

2010
- Maio - Participa da Feira + Fórum HOSPITALAR, 17° Feira Internacional de Produtos, Equipamentos, Serviços e Tecnologia para Hospitais, Laboratórios, Farmácias, Clínicas e Consultórios com estande próprio.
- Junho – Muda sua sede para a Rua Vargem do Cedro, 150 no Bairro do Sumaré.
- Patrocina uma série de palestras e eventos realizados pela ABDEH realizadas em São Paulo, Rio de Janeiro, Florianópolis, Brasília e Curitiba.

2011
- Publica o livro Manutenção e Segurança Hospitalar Preditivas do arquiteto Jarbas Karman, lançado na Feira + Fórum HOSPITALAR, 18° Feira Internacional de Produtos, Equipamentos, Serviços e Tecnologia para Hospitais, Laboratórios, Farmácias, Clínicas e Consultórios.

2012
- Participa do V Congresso Brasileiro para o Desenvolvimento do Edifício Hospitalar, organizado pela ABDEH – Associação Brasileira para o Desenvolvimento do Edifício Hospitalar.

2013
- Junho - Muda sua sede à Rua Ministro Gastão Mesquita, 354 no Bairro de Perdizes.